# Héctor Sanabria Mascareño
Héctor Sanabria Mascareño (Ciudad de México; 17 de agosto de 1945-Toluca de Lerdo; 29 de enero de 2024) fue un jugador y entrenador de fútbol mexicano.

## Selección nacional
Jugó los seis partidos con la selección amateur de México en los Juegos Olímpicos de México 1968, logrando el cuarto puesto.

### Participaciones en Juegos Olímpicos
| Torneo                   | Sede   | Resultado    |
| ------------------------ | ------ | ------------ |
| Juegos Olímpicos de 1968 | México | Cuarto lugar |

## Palmarés

### Como jugador
| Título               | Equipo               | País   | Año     |
| -------------------- | -------------------- | ------ | ------- |
| Copa México          | Universidad Nacional | México | 1974-75 |
| Campeón de Campeones | Universidad Nacional | México | 1974-75 |
| Primera División     | Universidad Nacional | México | 1976-77 |

### Como entrenador
| Título      | Equipo | País   | Año     |
| ----------- | ------ | ------ | ------- |
| Copa México | Toluca | México | 1988-89 |